# Ptilocera
Ptilocera (лат.) — род мух-львинок из подсемейства Pachygastrinae.

## Описание
Мелкие мухи-львинки (длина 6—11 мм), характеризующиеся следующими признаками: (1) жгутик усика состоит из 8 члеников, 3-4 из которых медиально снабжены тонкими боковыми выростами, (2) грудь с кожистым, округлым и плоским преалярным выступом перед крылом, (3) скутеллюм с четырьмя умеренно длинными шипами, (4) крыловая жилка R2+3 начинается рядом с поперечной жилкой R-M или на её уровне, (5) есть жилка R4, (6) брюшко короткое, округлённое до субквадратного, отчётливо выпуклое дорсально, (7) эдеагальный комплекс с короткими цилиндрическими заднебоковыми папиллами. Из этих признаков, вероятно, только признаки (1) и (7) являются аутапоморфными для этого рода, хотя частично являются общими с Isomerocera в модифицированной форме. Признак (2) был также обнаружен в некоторых других родах из подсемейства Pachygastrinae (например, в Camptopteromyia de Meijere, Gabaza Walker, Gnorismomyia Kertész, Lophoteles Loew, Pegadomyia Kertész, Pseudopegadomyia Rozkošný & Kovac), а также в некоторых родах подсемейства Clitellariinae (например, субтреугольный выступ у Adoxomyia Kertész и сильный шип у Clitellaria Meigen и Nigritomyia Bigot).

## Классификация
Род мух-львинок был впервые описан в 1820 году немецким диптерологом Христианом Рудольфом Вильгельмом Видеманном (1770—1840), на основании типового вида Stratiomys quadridentata Fabricius. Включён в подсемейство из подсемейства Pachygastrinae.
- Ptilocera amethystina Snellen van Vollenhoven, 1857
- Ptilocera aequaspina Yang, Zhang & Li, 2014[4]
- Ptilocera aureopilosa Mason & Rozkošný, 2011[1]
- Ptilocera bergi James, 1948
- Ptilocera continua Walker, 1851
  - = Ptilocera fastuosa Gerstaecker, 1857
- Ptilocera flavispina Yang, Zhang & Li, 2014[4]
- Ptilocera kerteszi Mason & Rozkošný, 2011[1]
- Ptilocera lateralis Macquart, 1846
- Ptilocera latiscutella Yang, Zhang & Li, 2014
- Ptilocera paradisea Lindner, 1951
- Ptilocera quadridentata (Fabricius, 1805)typus
- Ptilocera simplex Mason & Rozkošný, 2011[1]
- Ptilocera smaragdina Walker, 1849
  - = Ptilocera smaragdifera Walker, 1859
- Ptilocera violacea Edwards, 1915
- Ptilocera virida Yang, Zhang & Li, 2014[4]